# Leichtathletik-Weltmeisterschaften 2017/Teilnehmer (Österreich)
| Gelbes Symbol für Goldmedaillen mit stilisierten Olympischen Ringen | Graues Symbol für Silbermedaillen mit stilisierten Olympischen Ringen | Braundes Symbol für Bronzemedaillen mit stilisierten Olympischen Ringen |
| ------------------------------------------------------------------- | --------------------------------------------------------------------- | ----------------------------------------------------------------------- |
| —                                                                   | —                                                                     | —                                                                       |

Der Österreichische Leichtathletik-Verband (ÖLV) entsandte fünf Athleten für die Leichtathletik-Weltmeisterschaften 2017 in London.

## Ergebnisse

### Männer

#### Laufdisziplinen
| Athlet         | Disziplin | Vorlauf | Vorlauf | Halbfinale | Halbfinale | Finale    | Finale |
| Athlet         | Disziplin | Zeit    | Platz   | Zeit       | Platz      | Zeit      | Platz  |
| -------------- | --------- | ------- | ------- | ---------- | ---------- | --------- | ------ |
| Valentin Pfeil | Marathon  |         |         |            |            | 2:16:28 h | 23     |

#### Sprung/Wurf
| Athlet              | Disziplin  | Qualifikation | Qualifikation | Finale  | Finale |
| Athlet              | Disziplin  | Weite         | Platz         | Weite   | Platz  |
| ------------------- | ---------- | ------------- | ------------- | ------- | ------ |
| Lukas Weißhaidinger | Diskuswurf | 63,57 m       | 10            | 63,76 m | 9      |

#### Zehnkampf
| Athlet               | Disziplin | 100 m   | Weitsprung | Kugelstoßen | Hochsprung | 400 m      | 110 m Hürden | Diskuswurf | Stabhochsprung | Speerwurf | 1500 m      | Punkte | Platz |
| -------------------- | --------- | ------- | ---------- | ----------- | ---------- | ---------- | ------------ | ---------- | -------------- | --------- | ----------- | ------ | ----- |
| Dominik Distelberger | Ergebnis  | 11,03 s | 7,11 m     | 12,93 m     | 1,87 m     | 48,13 s SB | 14,59 s      | 43,18 m SB | 5,00 m         | 56,46 m   | 4:39,15 min | 7857   | 17    |
| Dominik Distelberger | Punkte    | 854     | 840        | 663         | 687        | 903        | 900          | 729        | 910            | 685       | 686         | 7857   | 17    |

### Frauen

#### Siebenkampf
| Athletin       | Disziplin | 100 m Hürden | Hochsprung | Kugelstoßen | 200 m   | Weitsprung | Speerwurf  | 800 m          | Punkte  | Platz |
| -------------- | --------- | ------------ | ---------- | ----------- | ------- | ---------- | ---------- | -------------- | ------- | ----- |
| Ivona Dadic    | Ergebnis  | 13,68 s PB   | 1,80 m     | 13,82 m     | 24,11 s | 5,98 m     | 52,29 m SB | 2:13,44 min SB | 6417 NR | 6     |
| Ivona Dadic    | Punkte    | 1024         | 978        | 782         | 970     | 843        | 905        | 915            | 6417 NR | 6     |
| Verena Preiner | Ergebnis  | 13,79 s PB   | 1,71 m     | 13,16 m     | 24,44 s | 5,98 m     | 45,27 m    | DNS            | DNF     | DNF   |
| Verena Preiner | Punkte    | 1008         | 867        | 738         | 939     | 843        | 769        | DNS            | DNF     | DNF   |